# 瑙莫夫卡河
瑙莫夫卡河（俄语：Река Наумовка），内出河（俄语：Река Найцухе），是滨海边疆区的河流，源起锡霍特山脉貂坡，长88公里，流域面积1600平方公里，注入大烏蘇爾卡河，河坡比降0.8%，平均宽20到40米，深0.4到1.7米。1972年更为现名。

## 引用
1. ↑  . primpogoda.ru.   [2018-12-18]. （原始内容存档于2024-02-21） （俄语）.
2. ↑  А·П·穆拉诺夫. . 列宁格勒: 气象出版社. 1966 （俄语）.
3. ↑  . 列宁格勒: 气象出版社 （俄语）.
4. ↑  Т·А·基谢尔科瓦娅. . 列宁格勒: 气象出版社. 1977 （俄语）.
5. ↑   (PDF). www.vladcity.com. （原始内容 (PDF)存档于2011-07-17）.